# Пирогово (Белгородская область)
Пирогово — село в Алексеевском районе (городском округе, с 2018) Белгородской области, входит в состав Иващенковского сельского поселения.

## Описание
Расположено в восточной части области, в 23 км к юго-востоку от районного центра, города Алексеевки. 
| 1859 | 1897 | 2002 | 2010 |
| ---- | ---- | ---- | ---- |
| 767  | ↘698 | ↘254 | ↘189 |

Улицы и переулки
| - ул. Садовая - ул. Цветочная - ул. Центральная | - пер. Центральный |

## История
Село отмечено на карте 1797 года.
В 1859 году - Бирюченского уезда «слобода владельческая Пирогова (Марьевка) при пруде» «по правую сторону большого почтового тракта от г. Бирюча до г. Острогожска» - 53 двора, 767 жителей (368 муж., 399 жен.).
Упоминается в Памятной книжке Воронежской губернии за 1887 год как "слобода Пирогова (Марьевка)" Иващенковской волости Бирюченского уезда. Число жителей обоего пола — 659, число дворов — 111.